# Богородице-Тихвинская церковь (Усть-Кяхта)
 Богородице-Тихвинская церковь  — православный храм, один из памятников русской архитектуры XIX века в Забайкалье. Церковь возведена в 1812—1820 годы в слободе Усть-Кяхта города Троицкосавска (ныне Кяхта).

## История
Каменную церковь возвели на центральной площади слободы, заменив деревянную.
Освящение «теплого» придела во имя святителя Иннокентия состоялось в 1820 году, центрального «холодного» во имя явления Тихвинской иконы Божией Матери — в 1827 году.
Церковь возведена по традиционной схеме объемно-пространственной композиции, при которой колокольня и церковь объединены в одном здании на продольной оси. Габариты церкви в плане 15,3X31,5 м.
Церковь имеет ограду из каменных столбов на цоколе и железных решеток.
В 1930-х годах сбросили колокола, уничтожены купол и колокольня. С 1962 по 1996 год в церкви размещался клуб.